# Coelioxys angulata
Coelioxys angulata là một loài Hymenoptera trong họ Megachilidae. Loài này được Smith mô tả khoa học năm 1870.